# Fool's Day
Singles de Blur
Good Song
(2003) -
Fool's Day est un single du groupe britannique Blur, paru le 17 avril 2010, après plus de 6 ans de silence studio pour le groupe, qui s'est reformé début 2009.
Seulement 1 000 copies du single ont été sorties le 17, avant qu'il ne soit disponible gratuitement sur leur site officiel afin d'éviter les pirates illégaux d'une qualité moindre.  

## Réception
Sa sortie étant plutôt anticipée, le single reçut une critique globalement chaleureuse : la chronique du magazine NME le résumant à « une sacrée réussite », le webzine "This Is Fake DIY" assurant qu'il sonne « comme du 'Blur' d'antan ("really does sound like the Blur we all love") », « dont il serait juste de noter que chaque 'ère' de la carrière du groupe y trouve sa place, l'ensemble général conservant en même temps une certaine 'fraîcheur' - un raffinement, une assurance ponctuée d'une touche de magie ; ce que peu d'autres groupes peuvent aujourd'hui réussir à combiner ».